# Anabaptism
Anabaptism (av grek. anabaptizo "döpa om", av ana "åter" och baptizo "döpa") eller döparrörelsen är en väckelsekristen riktning, som uppstod under reformationstiden på 1500-talet. Dagens anabaptistiska samfund är mennoniterna, hutteriterna och amish. I Nordamerika räknas även den pietistiska-mennonitiska Schwarzenau Brethren till anabaptismen.
Anabaptisterna (tidigare också kallade vederdöpare) förkastar barndopet och praktiserar i stället dop vid medveten ålder då personen upptas i församlingen. Anabaptisterna blev på så sätt företrädare för uppfattningen att den kristna tron kräver ett medvetet ställningstagande.
Rörelsen var tillsammans med spiritualisterna (svärmarna) och radikala reformatorer som Thomas Müntzer, Andreas Karlstadt och Kaspar Schwenckfeld en del av den så kallade radikala reformationen.

## Historik

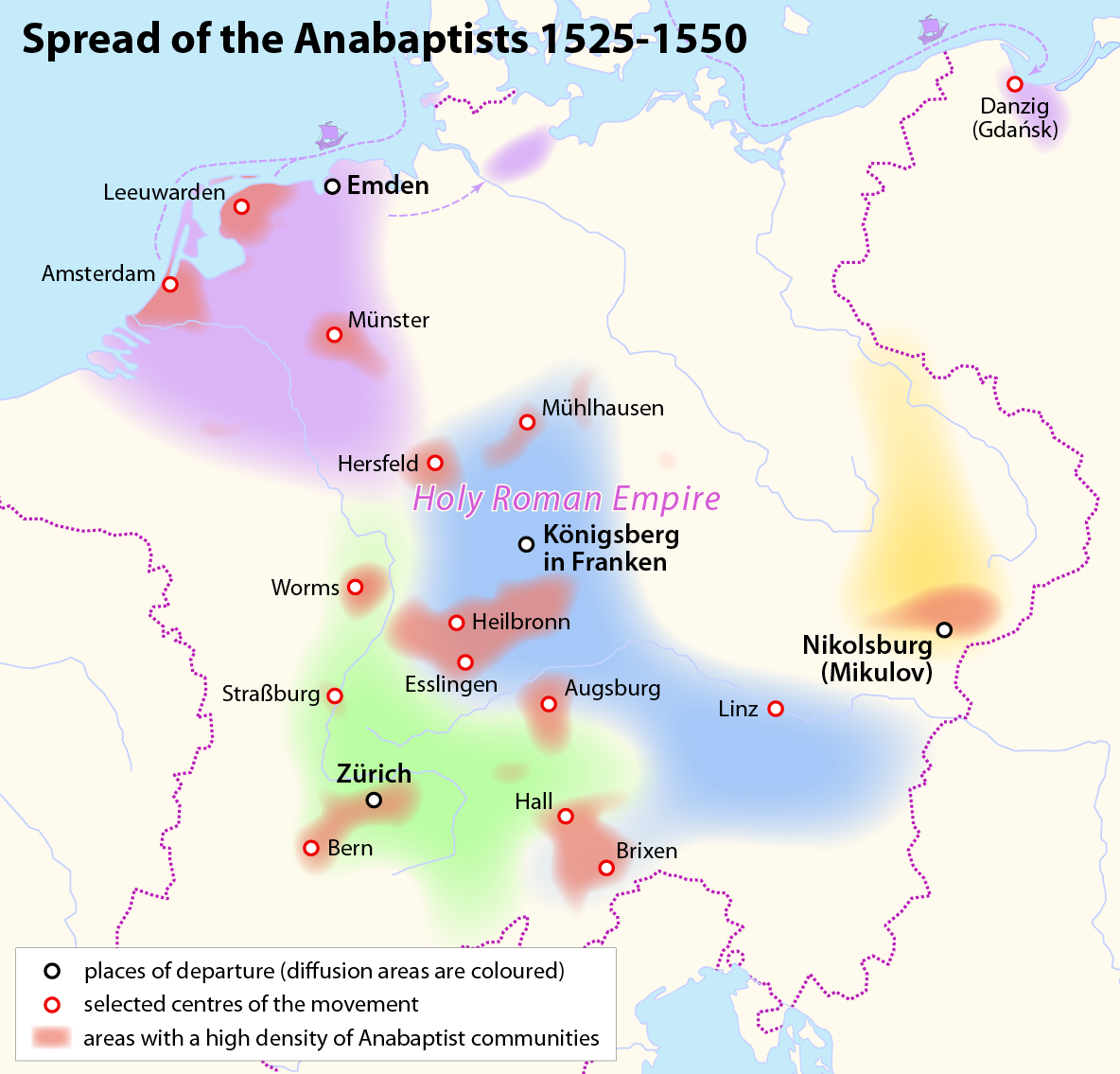
Spridning av döparrörelsen 1525-1550.

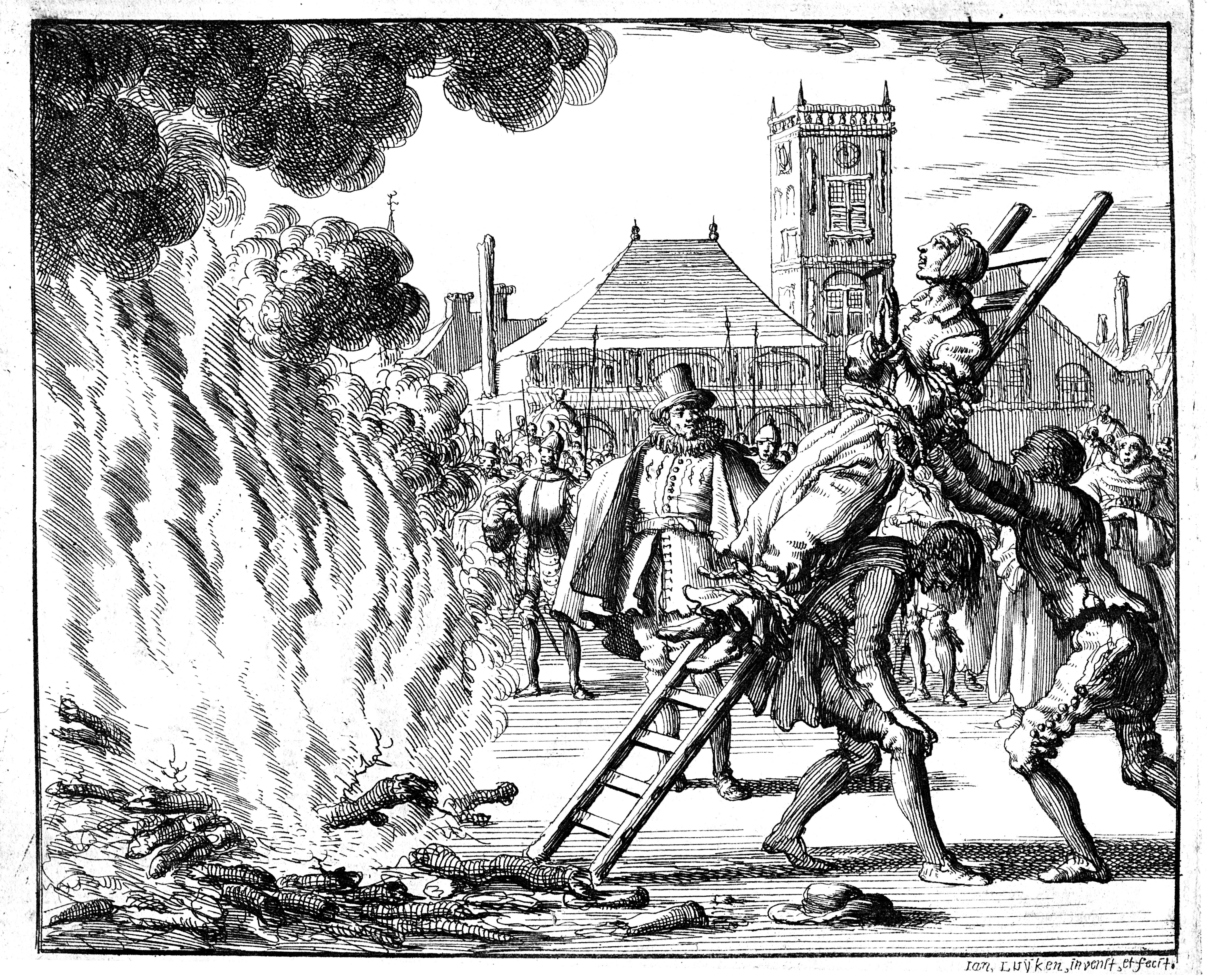
Avrättningen av mennoniten Anneken Hendriks på bål 1571, bild från martyrspegeln

Sitt ursprung hade anabaptismen hos Zwinglis lärjungar i Zürich. Felix Manz, Conrad Grebel och Georg Blaurock var bland de tidiga ledarna i Zürich, som kritiserade Luther, Zwingli och de övriga reformatorerna för att inte vara konsekventa nog. Anabaptismen spred sig snart från Zürich över stora delar av den europeiska kontinenten: i Tyskland och Österrike genom bland andra Balthasar Hubmaier (cirka 1480-1528), i Nordtyskland och Nederländerna genom Menno Simons (1496-1561), i södra Tyskland genom bland andra Michael Sattler, Hans Denck, Hans Hut och Pilgram Marpeck samt i Tyrolen och Mähren genom Jacob Hutter och hutteriterna. Michael Sattler var en huvudaktörerna bakom Schleitheimska bekännelsen från 1527, som innehöll de viktigaste läropunkterna. Medan den schweiziska anabaptismen under 1500-talet utmärktes av biblicism, var den sydtyska mer påverkad av spiritualistiska idéer.
Radikal-reformatorerna var ibland förbundna med politiska strävanden som då nederländaren Jan van Leiden (1510-1536) lät utropa sig till Sions  konung i Münster och en tid höll hårt och delvis bisarrt regemente, tills staden stormades av kejserliga trupper och Jan van Leiden avrättades grymt. Den största andelen anabaptister ansåg dock att de Jesus-troende måste organisera sig i församlingar som utgjorde tydliga alternativ till den etablerade kyrkan och samhället. De sökte en form av urkristen församling och försökte att leva så som Jesus lärde. De flesta anabaptister var ivriga förespråkare av en livsstil präglad av pacifism, församlingsfostran, omsorg och enkelhet, något man såg som en självklar konsekvens av en spiritualitet baserad på evangeliernas Jesus. Hutteriterna var därutöver också förespråkare för egendomsgemenskap. Ett mycket stort antal anabaptister förföljdes på grund av sina övertygelser och sin praxis, både "revolutionärer" och fredliga företrädare. Dessa torterades, förvisades eller avrättades, med stöd av katolska och/eller protestantiska kyrkoledare. Felix Manz arresterades i december 1526 och blev dränkt i floden Limmat i Zürich den 5 januari 1527. Han blev den förste anabaptisten som avrättats av protestanterna. Georg Blaurock brändes på bål den 6 september 1529 av katolikerna.

## Teologi
Anabaptistisk teologi omfattar bland annat följande huvudlinjer:
- Bekännelsedop / troendedop
- Symbolisk nattvardssyn
- Separationen av stat och kyrka
- Frivilligt medlemskap
- Församlingens autonomi
- Allmänna prästadömet
- Vägran att avlägga ed
- Pacifism (även om det fanns också radikalare och mer våldsbenägna grupper under reformationstiden)
- Fri vilja

Viktiga teologiska överenskommelser var Schleitheimska bekännelsen från 1527 och Dordrechtbekännelsen från 1632. Dordrechtbekännelsen med dess 18 artiklar gäller fortfarande för amishgrupperna. Viktiga skrifter är därutöver martyrspegeln (Märtyrerspiegel) från 1660 och den anabaptistiska sångboken Ausbund från 1564.

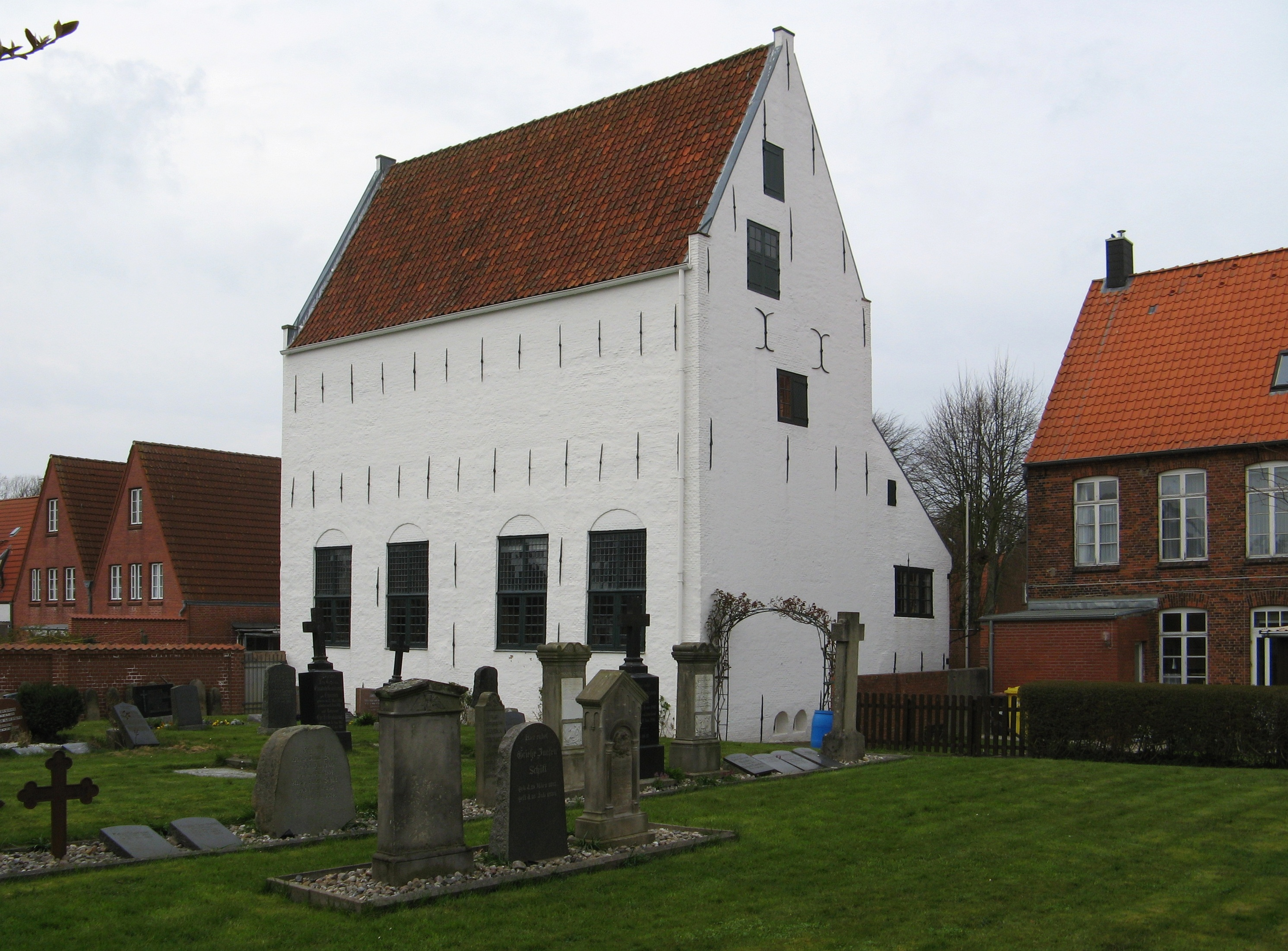
Mennonitkyrka i Friedrichstadt i norra Tyskland.

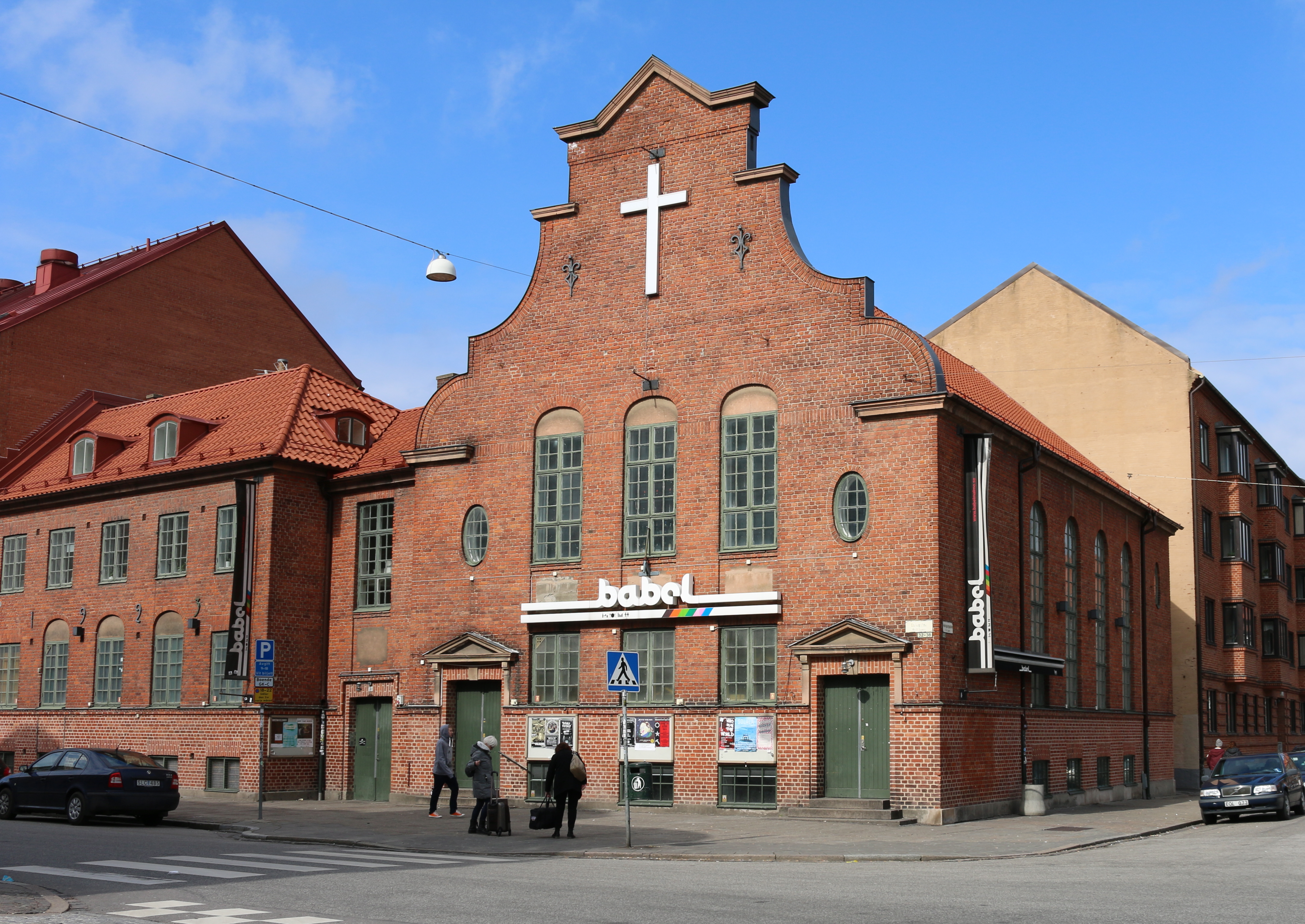
Den tidigare pietistisk-mennonitiska Brödrakyrkan i Malmö (Betesda).

## Anabaptistiska samfund
Globalt finns det idag cirka 1,6 miljoner anabaptister, varav de flesta är mennoniter. Andra anabaptistiska grupper är hutteriterna, Bruderhof, Schwarzenau Brethren, Brethren in Christ Church och amish, som är en utbrytning ur mennoniterna. Mennonitiska samfund i Europa finns bland annat i Tyskland, Schweiz och Nederländerna. Fram till 1990-talet fanns anabaptisterna även i Danmark och Sverige. År 1923 uppförde den radikalpietistisk-mennonitiska brödraförsamlingen en kyrka vid Spångatan i Malmö.
Anabaptismen är också en föregångare till den senare baptismen och andra protestantiska frikyrkor.
Karl Kilsmo har på svenska beskrivit anabaptismens uppkomst i två band.

## Anabaptistiska nätverk
Anabaptistiska nätverk finns både i Storbritannien, Sydafrika och Sverige. Det svenska heter Nätverket Anabaptist och samlar kristna från olika traditioner och samfund.